# Boyd Bachman
Boyd Bachman, geboren als Børge Gustav Bachmann (18 oktober 1908 Kopenhagen Denemarken - 1 december 1981, Leiden, Nederland), was een Deens-Nederlandse entertainer, zanger, acteur, musicus en komiek van toneel, film en televisie. 

## Levensloop
De zoon van zangeres Carla Bachmann begon zijn artistieke loopbaan eind jaren 1920 in zijn geboorteland Denemarken als showartiest en drummer. Hij behoorde tot verschillende orkesten zoals Bruno Henriksen's combo "Arena Orchestra" en het orkest van Valdemar Eiberg, dat I've Got a Cross-Eyed Papa opnam, een van de eerste Deense jazzplaten.
In 1931 reisde Bachman naar de VS, waar hij als musicus van 1931 tot 1933 bleef werken in het orkest van Kaj Julian. Daarna maakte hij een tournee door verschillende Europese landen voordat hij zich in 1939, vlak voor het uitbreken van de oorlog, in Nederland vestigde.
Boyd Bachman trouwde in 1941 met de Nederlandse Henny Tabbernée en richtte zijn eerste eigen orkest op. Terwijl zijn Joodse bandleden moesten onderduiken, kon Bachman tijdens de Duitse bezetting aanvankelijk blijven spelen. Na de oorlog vormde hij in Nederland een kleine, plaatselijke jazzmuziekscene. Van tijd tot tijd trad hij op voor de televisie. Bij de Katholieke Radio Omroep had hij in de jaren 1960 zijn eigen 'Boyd Bachmanshow'.
In 1960 bereikte zijn populariteit in Duitsland een kort maar hevig hoogtepunt. Hij verscheen in internationale televisieproducties (zowel shows als films) en kreeg de hoofdrol in de Duitse komedie Mal drunter - mal drüber. In 1961 keerde hij na drie decennia terug naar de Duitse Schlagerwereld en nam hij nieuwe versies op van de vroegere Charleston-tijdperkhits uit 1925, Ich hab' das Fräul'n Helen baden seh'n en Was machst Du mit dem Knie, lieber Hans, de laatste titel nam Paul Godwin en zijn artiestenensemble ooit op in het Nelson Theater in Berlijn.
In het begin van de jaren 1970 beleefde Bachman een korte opleving in West-Duitsland. In Nederland was hij nog te zien in het televisieprogramma Helemaal alleen van de KRO. Daarna trok hij zich grotendeels terug uit de openbaarheid.